# زورگیرها
 زورگیرها  عنوان فیلمی است بریتانیایی با ژانر درام، صامت، سیاه و
سفید و کوتاه به کارگردانی رابرت پائول. این فیلم محصول سال ۱۸۹۵ میلادی است.